# La Flotte
La Flotte és un municipi francès situat al departament del Charente Marítim i a la regió de la Nova Aquitània. L'any 2007 tenia 2.923 habitants.

## Demografia

### Població
El 2007 la població de fet de La Flotte era de 2.923 persones. Hi havia 1.320 famílies de les quals 431 eren unipersonals (197 homes vivint sols i 234 dones vivint soles), 474 parelles sense fills, 314 parelles amb fills i 101 famílies monoparentals amb fills.
La població ha evolucionat segons el següent gràfic:
Habitants censats

### Habitatges
El 2007 hi havia 3.502 habitatges, 1.366 eren l'habitatge principal de la família, 2.123 eren segones residències i 13 estaven desocupats. 2.554 eren cases i 380 eren apartaments. Dels 1.366 habitatges principals, 842 estaven ocupats pels seus propietaris, 468 estaven llogats i ocupats pels llogaters i 56 estaven cedits a títol gratuït; 34 tenien una cambra, 118 en tenien dues, 352 en tenien tres, 399 en tenien quatre i 463 en tenien cinc o més. 969 habitatges disposaven pel capbaix d'una plaça de pàrquing. A 665 habitatges hi havia un automòbil i a 504 n'hi havia dos o més.

### Piràmide de població
La piràmide de població per edats i sexe el 2009 era:
| Homes | Edats   | Dones |
| ----- | ------- | ----- |
| 4     | 95 o +  | 0     |
| 8     | 90 a 94 | 12    |
| 40    | 85 a 89 | 40    |
| 8     | 80 a 84 | 40    |
| 80    | 75 a 79 | 108   |
| 76    | 70 a 74 | 132   |
| 72    | 65 a 69 | 64    |
| 68    | 60 a 64 | 92    |
| 76    | 55 a 59 | 60    |
| 136   | 50 a 54 | 100   |
| 128   | 45 a 49 | 140   |
| 68    | 40 a 44 | 132   |
| 72    | 35 a 39 | 68    |
| 68    | 30 a 34 | 52    |
| 96    | 25 a 29 | 72    |
| 80    | 20 a 24 | 64    |
| 108   | 15 a 19 | 64    |
| 80    | 10 a 14 | 68    |
| 72    | 5 a 9   | 68    |
| 40    | 0 a 4   | 28    |

## Economia
El 2007 la població en edat de treballar era de 1.807 persones, 1.246 eren actives i 561 eren inactives. De les 1.246 persones actives 1.087 estaven ocupades (574 homes i 513 dones) i 158 estaven aturades (58 homes i 100 dones). De les 561 persones inactives 250 estaven jubilades, 162 estaven estudiant i 149 estaven classificades com a «altres inactius».

### Ingressos
El 2009 a La Flotte hi havia 1.438 unitats fiscals que integraven 3.109 persones, la mediana anual d'ingressos fiscals per persona era de 19.637 €.

### Activitats econòmiques
Dels 346 establiments que hi havia el 2007, 4 eren d'empreses extractives, 5 d'empreses alimentàries, 8 d'empreses de fabricació d'altres productes industrials, 44 d'empreses de construcció, 88 d'empreses de comerç i reparació d'automòbils, 5 d'empreses de transport, 48 d'empreses d'hostatgeria i restauració, 2 d'empreses d'informació i comunicació, 16 d'empreses financeres, 38 d'empreses immobiliàries, 39 d'empreses de serveis, 31 d'entitats de l'administració pública i 18 d'empreses classificades com a «altres activitats de serveis».
Dels 95 establiments de servei als particulars que hi havia el 2009, 1 era una oficina de correu, 3 oficines bancàries, 1 funerària, 3 tallers de reparació d'automòbils i de material agrícola, 1 taller d'inspecció tècnica de vehicles, 2 autoescoles, 13 paletes, 7 guixaires pintors, 5 fusteries, 4 lampisteries, 5 electricistes, 3 empreses de construcció, 5 perruqueries, 2 veterinaris, 23 restaurants, 14 agències immobiliàries, 2 tintoreries i 1 saló de bellesa.
Dels 50 establiments comercials que hi havia el 2009, 2 eren supermercats, 1 una gran superfície de material de bricolatge, 2 botiges de menys de 120 m², 6 fleques, 3 carnisseries, 2 peixateries, 3 llibreries, 17 botigues de roba, 2 botigues d'equipament de la llar, 2 sabateries, 1 una botiga d'electrodomèstics, 1 una botiga de mobles, 3 botigues de material esportiu, 1 un drogueria, 2 joieries i 2 floristeries.
L'any 2000 a La Flotte hi havia 12 explotacions agrícoles que ocupaven un total de 138 hectàrees.

## Equipaments sanitaris i escolars
L'únic equipament sanitari que hi havia el 2009 era una farmàcia.
El 2009 hi havia 1 escola maternal i 2 escoles elementals.

## Poblacions més properes
El següent diagrama mostra les poblacions més properes.